# الانتخابات البرلمانية المصرية 2020
انتخابات مجلس النواب المصري 2020 (الغرفة الأولى للبرلمان) هي أول انتخابات لمجلس النواب في مصر بعد تعديل الدستور المصري عام 2019 الذي أقرّ استحداث غرفة تشريع ثانية للبرلمان هي مجلس الشيوخ، وأُقيمت على مرحلتين في الفترة من أكتوبر وحتى ديسمبر 2020 لانتخاب أعضاء مجلس النواب الذي يُشكَّل من 568 عضوًا يُنتخَبون بالاقتراع العام السري المُباشر، وخُصِّص للمرأة ما لا يقل عن 25% من إجمالي المقاعد،  ولرئيس الجمهورية حق تعيين عدد من الأعضاء بالمجلس بنسبة لا تزيد على 5%َ. يُذكر أنه قد انتهى الفصل التشريعي (2016-2021) لمجلس النواب 2015 يوم السبت الموافق 9 يناير 2021. حزب التحالف الوطني المصري رئيس النائب محمد خالد القاضي 2020

## شروط الترشُّح
حدَّد قانون مجلس النواب رقم 46 لسنة 2014، والمُعدَّل بقانون رقم 140 لسنة 2020، عددًا من الاشتراطات الواجب توافرها للراغبين في الترشح للانتخابات البرلمانية، جاءت على النحو التالي:
1. أن يكون مصريًا مُتمتعًا بالجنسية المصرية منفردة، [19] ومتمتعًا بحقوقه المدنية والسياسية.[20]
2. أن يكون مُدرجًا بقاعدة بيانات الناخبين بأي من محافظات الجمهورية، وألا يكون قد طرأ عليه سبب يستوجب حذف أو رفع قيده طبقًا للقانون المنظم لذلك.
3. ألا يقل سنّه يوم فتح باب الترشح عن خمسة وعشرين سنة ميلادية.
4. أن يكون حاصلاً على شهادة إتمام مرحلة التعليم الأساسي على الأقل.
5. أن يكون قد أدى الخدمة العسكرية، أو أُعفي من أدائها قانونًا.[21]
6. ألا تكون قد أُسقطت عضويته بقرار من مجلس النواب أو من مجلس الشيوخ؛ بسبب فقد الثقة والاعتبار أو بسبب الإخلال بواجبات العضوية، ما لم يكن قد زال الأثر المانع من الترشح قانونًا، وذلك في الحالتين الآتيتين:
  1. انقضاء الفصل التشريعي[22] الذي صدر خلاله قرار إسقاط العضوية.
  2. صدور قرار من مجلس النواب أو مجلس الشيوخ، حسب الأحوال، بإلغاء الأثر المانع من الترشح المترتب على إسقاط العضوية بسبب الإخلال بواجباتها، ويصدر القرار في هذه الحالة بأغلبية ثلثي الأعضاء، وذلك على النحو الذي تُنظمه اللائحة الداخلية للمجلس المختص بإلغاء الأثر المانع.
7. على المُترشح تحديد الدائرة التي يترشح فيها وما إذا كان حزبياً أو مستقلاً.
8. لا يجوز لمُترشح أن يجمع بين الترشح في دائرتين بالنظام الفردي أو القائمة الانتخابية وعلى مقعد فردي أو في أكثر من قائمة انتخابية وفي حال الجمع بين أي منها يُعتد بالترشُّح الأخير بحسب الثابت في سجل قيد طلبات الترشح.

على أن تتضمن القائمة من المخصص لها عدد (42) مقعداً:
- 3 مُترشحين من المسيحيين
- مُترشحَين اثنين من العمال والفلاحين
- مُترشحَين اثنين من الشباب
- مُترشح واحد من الأشخاص ذوي الإعاقة
- مُترشح واحد مُترشح من المصريين المقيمين في الخارج
- على أن يكون من بين أصحاب هذه الصفات أو من غيرهم 21 امرأة على الأقل.[23]

على أن تتضمن القائمة من المخصص لها عدد (100) مقعداً:
- 9 مُترشحين من المسيحيين
- 6 مُترشحين من العمال والفلاحين
- 6 مُترشحين من الشباب
- 3 مُترشحين من الأشخاص ذوي الإعاقة
- 3 مُترشحين من المصريين المقيمين في الخارج

*على أن يكون من بين أصحاب هذه الصفات أو من غيرهم 50 امرأة على الأقل.

## المرشحون
- تقدَّم للترشح 568 مرشحاً أساسياً (دون احتساب المرشحين الاحتياطيين) في 4 قوائم بنظام القائمة المُغلقة المُطلقة (القائمة الوطنية من أجل مصر، قائمة تحالف المستقلين، قائمة نداء مصر، قائمة أبناء مصر).

| قائمة فازت بالانتخابات | قائمة خسرت بالانتخابات |

| اسـم القائمة               | اسم الرمز الانتخابي | صورة الرمز الانتخابي | مؤسـس القائمة       | الدائرة الانتخابية المُترشِّحة بها                                                                      | ملاحظات |
| -------------------------- | ------------------- | -------------------- | ------------------- | --- | --- |
| القائمة الوطنية من أجل مصر | كليوباترا           |                      | حزب مستقبل وطن      | دائرة القاهرة وجنوب ووسط الدلتا، ودائرة شمال ووسط وجنوب الصعيد، ودائرة شرق الدلتا، ودائرة غرب الدلتا | وقد كانت تلك القائمة حلفًا انتخابيًا فقط ولم يكُن سياسيًا تحت قبة البرلمان؛ وقد انتهى هذا التحالف بانتهاء انتخابات أعضاء مجلس النواب المصري 2020، وضمَّت "القائمة الوطنية من أجل مصر" 12 حزبًا سياسيًا، كان أبرزهم حزب مستقبل وطن الذي دعى الجميع لتكوين تلك القائمة، بالإضافة لشخصيات مستقلة وكان نصيب الأحزاب في تلك القائمة المكوَّنة من 284 مقعد كالتالي: حزب مستقبل وطن (145)، حزب الشعب الجمهوري (28)، مستقلون (25)، حزب الوفد (21)، حزب حُماة الوطن (19)، حزب مصر الحديثة (10)، حزب الإصلاح والتنمية (9)، حزب المؤتمر (7)، حزب المصري الديمقراطي الاجتماعي (7)، حزب التجمُّع (5)، حزب الحرية (5)، حزب العدل (2)، حزب إرادة جيل (1). وقد ترشَّح عددًا من أعضاء مجلس النواب 2015 وتنسيقية شباب الأحزاب والسياسيين ضمن "القائمة الوطنية من أجل مصر"، بالإضافة لعدد من زوجات شهداء الشرطة، وكذا عددًا من الشخصيات العامة أبرزهم يوسف الحسيني المُذيع وأحمد حسن لاعب منتخب مصر السابق لكرة القدم. |
| قائمة نداء مصر             | الخريطة             |                      | حزب نداء مصر        | دائرة شمال ووسط وجنوب الصعيد، ودائرة غرب الدلتا                                                      | أسسها طارق زيدان، رئيس حزب نداء مصر، وعُرف بمشاركته في ثورة 25 يناير 2011 وكذا حشده لمظاهرات 30 يونيو 2013؛ وأشارت تقارير صحفية لمواقفه السياسية المُتقلبة، وحرص زيدان على تقديم وجوه جديدة للترشح ضمن القائمة وخاصة أن القائمة قد خاضت انتخابات مصر البرلمانية التي أُجريت في عام 2015. |
| قائمة تحالُف المُستقلين      | الثعلب              |                      | حزب المستقلين الجُدُد | دائرة القاهرة وجنوب ووسط الدلتا                                                                      | قادها هشام العناني في الانتخابات، وكانت تشتمل على شخصيات عامة مدنية وسياسية وعمال وفلاحين؛ وقد انتقد هشام العناني مُصطلح القائمة الوطنية ورآه مُكرسًا لسياسة المغالبة وعدَّه تهديدًا للحياة السياسية في مصر. |
| قائمة أبناء مصر            | الكابوريا           |                      | حزب أبناء مصر       | دائرة شرق الدلتا                                                                                     | نشط محمد والي أمين عام حزب أبناء مصر ورئيسه مدحت بركات في تأسيسها، وأشادت القائمة بالمشروعات التي تم تنفيذها في مصر خلال الفترة (2015 - 2020) ورأوها إنجازات انطلقت بمصر في طريق الانضمام لدول العالم العُظمى. |

- كما تقدَّم للترشح 4006 مرشحاً بالنظام الفردي، [29][30] ومن ثَم أعلنت الهيئة الوطنية للانتخابات، يوم 12 أكتوبر 2020، تقلُّص عدد المُرشَّحين ليصل إلى 3964 مُرشَّحاً بالنظام الفردي؛ بسبب التنازلات التي تقدم بها المُرشَّحون الذين أُعلنت أسماؤهم في القائمة النهائية، منهم 3097 مُرشَّحًا مُستقلًا بنسبة (78.1%)، و867 مُترشِّحًا هم من مرشحي الأحزاب السياسية المختلفة بنسبة (21.9%) من إجمالي عدد المُرشَّحين بالنظام الفردي.[31]

## الدعاية الانتخابية

شعار الهيئة الوطنية للانتخابات في مصر (2020)

حدد قانون مجلس النواب، وقرار الهيئة الوطنية للانتخابات رقم 64 لعام 2020، 5 ضوابط تحكم عملية استخدام المرشحين لوسائل الإعلام خلال فترة الدعاية لانتخابات مجلس النواب:
1- لكل مرشح الحق في الدعاية لبرنامجه الانتخابي من خلال شبكات الإذاعة والقنوات التليفزيونية الرسمية والخاصة.
2- يكون للمرشح الحق في استخدام وسائل الإعلام المملوكة للدولة وذلك في حدود المتاح فعليًا من الإمكانات.
3- يكون استخدام وسائل الإعلام في الدعاية الانتخابية للمرشحين بما يحقق مبدأ تكافؤ الفرص وعدم التمييز بينهم.
4- توزيع الوقت المتاح للمرشحين في النظام الفردي ونظام القائمة خلال فترات الإرسال المتميزة والعادية على أساس المساواة التامة دون تمييز، وذلك بالنسبة لمدة الدعاية المتاحة لهم أو بالنسبة إلى وقت البث، مع مراعاة تطبيق المرشحين والقوائم لقواعد وضوابط الدعاية الانتخابية.
5- على الجهات المعنية إتاحة الفرصة لهم في هذا الشأن، وإخطار الهيئة الوطنية للانتخابات بأي مخالفة من المرشحين لقواعد وضوابط الدعاية أولاً بأول لاتخاذ الإجراء المناسب وفقاً للقانون.
حدود ميزانية الدعاية الانتخابية
- 500 ألف جنيه للمرشحين بالنظام الفردي، و200 ألف جنيه بجولة الإعادة.
- 7 ملايين جنيه للقائمة ذات الـ42 مقعداً وفي جولة الإعادة 2.8 مليون جنيه، أما القائمة ذات الـ100 مقعد فيصل حد الدعاية 10.6 ملايين جنيه، وفي جولة الإعادة 6.6 ملايين جنيه.

## توزيع المقاعد على المحافظات

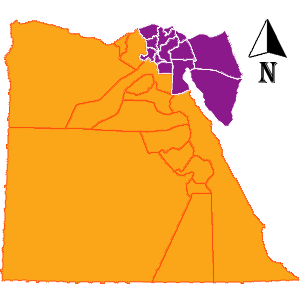
خريطة مصر توضح محافظات المرحلتين الأولى والثانية خلال إجراء انتخابات مجلس النواب المصري (الغرفة الأولى للبرلمان) 2020
محافظات المرحلة الأولى: 14 محافظة = وهي:
الجيزة، الفيوم، بنى سويف، المنيا، أسيوط، الوادى الجديد، سوهاج، قنا، الأقصر، أسوان، البحر الأحمر، الإسكندرية، البحيرة، مطروح
محافظات المرحلة الثانية: 13 محافظة = وهي:
القاهرة، القليوبية، الدقهلية، المنوفية، الغربية، كفر الشيخ، الشرقية، دمياط، بورسعيد، الإسماعلية، السويس، شمال سيناء، جنوب سيناء
- العدد الكُلِّي لمحافظات مصر = 27 محافظة

الجدول التالي يُبين عدد الناخبين وعدد المقاعد بنظام الفردي والقائمة لكل محافظة:
تُقسم جمهورية مصر العربية إلى:
- عدد (143) دائرة انتخابية تُخصص للانتخاب بالنظام الفردي.
- عدد (4) دوائر تُخصص للانتخاب بنظام القائمة، على أن يُخصص لدائرتين منهما (42) مقعدًا لكل منهما، ويُخصص للدائرتين الأخرتين (100) مقعدًا لكل منها.
1- دائرة قطاع القاهرة وجنوب ووسط الدلتا: (100 مقعد) تضم 6 محافظات، مقرها: مديرية أمن القاهرة.
2- دائرة شمال ووسط وجنوب الصعيد: (100 مقعد) وتضم 11 محافظة، مقرها: مديرية أمن الجيزة.
3- دائرة قطاع شرق الدلتا: (42 مقعد) تضم 7 محافظات، مقرها : مديرية أمن الشرقية.
4- دائرة قطاع غرب الدلتا: (42 مقعد) وتضم 3 محافظات، مقرها: مديرية أمن الإسكندرية.
| المحافظة  | المحافظة      | المساحة (كم2) | عدد السكان (يوليو 2014) | عدد الناخبين     | عدد المقاعد الفردية | نصيب المحافظة من مقاعد القائمة | إجمالي عدد المقاعد المخصصة للمحافظة                     |
| --------- | ------------- | ------------- | ----------------------- | ---------------- | ------------------- | ------------------------------ | ------------------------------------------------------- |
|           | القاهرة       | 1,983         | 9,102,232               | 7,042,741        | 31                  | 31                             | 62                                                      |
|           | الإسكندرية    | 2,679         | 4,716,078               | 3,614,649        | 16                  | 18                             | 34                                                      |
|           | الإسماعيلية   | 1,442         | 1,146,033               | 781,527          | 5                   | 4                              | 9                                                       |
|           | أسوان         | 679           | 1,394,687               | 923,141          | 5                   | 4                              | 9                                                       |
|           | أسيوط         | 25,926        | 4,123,441               | 2,367,337        | 12                  | 11                             | 23                                                      |
|           | الأقصر        | 55            | 1,119,222               | 739,769          | 3                   | 4                              | 7                                                       |
|           | البحر الأحمر  | 203,685       | 337,051                 | 264,747          | 3                   | 3                              | 6                                                       |
|           | البحيرة       | 10,130        | 5,647,233               | 3,528,484        | 18                  | 20                             | 38                                                      |
|           | بني سويف      | 1,322         | 2,771,138               | 1,598,615        | 8                   | 8                              | 16                                                      |
|           | بورسعيد       | 72            | 653,770                 | 470,208          | 2                   | 2                              | 4                                                       |
|           | جنوب سيناء    | 33,140        | 164,574                 | 77,653           | 2                   | 2                              | 4                                                       |
|           | الجيزة        | 85,153        | 7,397,577               | 4,856,578        | 25                  | 23                             | 48                                                      |
|           | الدقهلية      | 3,471         | 5,818,363               | 3,952,364        | 21                  | 17                             | 38                                                      |
|           | دمياط         | 589           | 1,300,815               | 930,969          | 4                   | 6                              | 10                                                      |
|           | سوهاج         | 1,547         | 4,469,151               | 2,655,282        | 14                  | 13                             | 27                                                      |
|           | السويس        | 17,840        | 607,775                 | 413,593          | 2                   | 2                              | 4                                                       |
|           | الشرقية       | 4,180         | 6,327,562               | 3,891,162        | 21                  | 21                             | 42                                                      |
|           | شمال سيناء    | 27,574        | 421,984                 | 234,635          | 2                   | 5                              | 7                                                       |
|           | الغربية       | 1,942         | 4,648,408               | 3,129,134        | 14                  | 16                             | 30                                                      |
|           | الفيوم        | 1,827         | 3,072,181               | 1,713,332        | 10                  | 9                              | 19                                                      |
|           | القليوبية     | 1,001         | 4,989,302               | 2,848,665        | 16                  | 14                             | 30                                                      |
|           | قنا           | 1,851         | 2,959,175               | 1,768,949        | 9                   | 9                              | 18                                                      |
|           | كفر الشيخ     | 3,437         | 3,093,754               | 2,028,433        | 10                  | 9                              | 20                                                      |
|           | مطروح         | 212,112       | 427,573                 | 240,367          | 2                   | 4                              | 6                                                       |
|           | المنوفية      | 1,532         | 3,849,850               | 2,403,141        | 11                  | 13                             | 24                                                      |
|           | المنيا        | 32,279        | 5,004,421               | 2,974,649        | 16                  | 14                             | 30                                                      |
|           | الوادي الجديد | 376,505       | 219,615                 | 156,454          | 2                   | 2                              | 4                                                       |
| 27 محافظة | 27 محافظة     | 1,002,450 كم2 | 85,782,965 نسمة         | 55,606,578 ناخباً | 284 مقعداً           | 284 مقعداً                      | 568 مقعداً (بالإضافة إلي 28 مقعداً يعينهم رئيس الجمهورية) |

## جدول الانتخابات
أعلنت الهيئة الوطنية للانتخابات في مصر، برئاسة لاشين إبراهيم، نائب رئيس محكمة النقض، عن قرارها رقم 53 لسنة 2020 بشأن الجدول الزمني لانتخابات مجلس النواب، والذى تضمن كافة تفاصيل البرنامج الزمني للانتخابات البرلمانية المصرية 2020، وكذا المرحلتين التي ستُجرَى بهما الانتخابات في محافظات مصر.
| التاريخ                       | الإجراء |
| ----------------------------- | --- |
| من يوم 10 سبتمبر 2020         | بداية الكشف الطبي على المرشحين |
| من 17 - 26 سبتمبر 2020        | تلقي وفحص طلبات الترشح |
| من 27 سبتمبر - 10 أكتوبر 2020 | بداية تسجيل المصريين بالخارج بياناتهم على موقع الهيئة الوطنية للانتخابات                                                                     |
| 27 و28 و29 سبتمبر 2020        | تُعلَن كشوف أسماء المرشحين ورموزهم الانتخابية ونشر القائمة المبدئية والطعن عليها أمام محكمة القضاء الإداري                                     |
| 30 سبتمبر و1 و2 أكتوبر 2020   | محكمة القضاء الإداري تفصل في الطعون المقدمة اليها خلال تلك المُدَّة                                                                             |
| 5 أكتوبر 2020                 | إعلان القائمة النهائية للمرشحين |
| 7 أكتوبر 2020                 | آخر موعدا لتنازُل المرشحين لبعضهم البعض |
| 8 أكتوبر 2020                 | نشر التنازلات في جريدتين واسعتي الانتشار |
| 5 - 18 أكتوبر 2020            | الدعاية الانتخابية للمرشحين بمحافظات المرحلة الأولى                                                                                          |
| 18 أكتوبر 2020                | بدء الصمت الانتخابي بمحافظات المرحلة الأولى                                                                                                  |
| 18 أكتوبر - 1 نوفمبر 2020     | الدعاية الانتخابية للمرشحين بمحافظات المرحلة الثانية                                                                                         |
| 19 و20 أكتوبر 2020            | يقوم الناخبون المصريون بالخارج (المُنتمين لمحافظات المرحلة الأولى) بطباعة وإرسال بطاقات الاقتراع إلى مقار البعثات الدبلوماسية                 |
| 21 و22 و23 أكتوبر 2020        | يُجرى التصويت في الخارج بالنسبة لمحافظات المرحلة الأولى                                                                                       |
| 24 و25 أكتوبر 2020            | يُجرى التصويت داخل مصر بالنسبة لمحافظات المرحلة الأولى                                                                                        |
| 1 نوفمبر 2020                 | إعلان نتيجة المرحلة الأولى بدء الصمت الانتخابي بمحافظات المرحلة الثانية                                                                      |
| 2 و3 نوفمبر 2020              | يقوم الناخبون المصريون بالخارج (المُنتمين لمحافظات المرحلة الثانية) بطباعة وإرسال بطاقات الاقتراع إلى مقار البعثات الدبلوماسية                |
| 4 و5 و6 نوفمبر 2020           | يُجرى التصويت في الخارج بالنسبة لمحافظات المرحلة الثانية                                                                                      |
| 7 و8 نوفمبر 2020              | يُجرى التصويتداخل مصر بالنسبة لمحافظات المرحلة الثانية                                                                                        |
| 15 نوفمبر 2020                | إعلان نتيجة المرحلة الثانية |
| 2 - 18 نوفمبر 2020            | الدعاية الانتخابية للمرشحين في جولة الإعادة بمحافظات المرحلة الأولى                                                                          |
| 16 نوفمبر - 2 ديسمبر 2020     | الدعاية الانتخابية للمرشحين في جولة الإعادة بمحافظات المرحلة الثانية                                                                         |
| 19 و20 نوفمبر 2020            | يقوم الناخبون المصريون بالخارج (المُنتمين لمحافظات المرحلة الأولى) في جولة الإعادة بطباعة وإرسال بطاقات الاقتراع إلى مقار البعثات الدبلوماسية |
| 21 و22 و23 نوفمبر 2020        | يُجرى التصويت في الخارج في جولة الإعادة بالنسبة لمحافظات المرحلة الأولى                                                                       |
| 23 و24 نوفمبر 2020            | يُجرى التصويت داخل مصر في جولة الإعادة بالنسبة لمحافظات المرحلة الأولى                                                                        |
| 30 نوفمبر 2020                | إعلان النتيجة النهائية للمرحلة الأولى |
| 3 و4 ديسمبر 2020              | يقوم الناخبون المصريون بالخارج (المُنتمين لمحافظات المرحلة الأولى) في جولة الإعادة بطباعة وإرسال بطاقات الاقتراع إلى مقار البعثات الدبلوماسية |
| 5 و6 و7 ديسمبر 2020           | يُجرى التصويت في الخارج في جولة الإعادة بالنسبة لمحافظات المرحلة الثانية                                                                      |
| 7 و8 ديسمبر 2020              | يُجرى التصويت داخل مصر في جولة الإعادة بالنسبة لمحافظات المرحلة الثانية                                                                       |
| 14 ديسمبر 2020                | إعلان النتيجة النهائية للمرحلة الثانية |

## النتائج

### المرحلة الأولى

#### الجولة الأولى
في 1 نوفمبر 2020، أعلن المستشار لاشين إبراهيم نائب رئيس محكمة النقض، ورئيس الهيئة الوطنية للانتخابات، نتائج الجولة الأولى من المرحلة الأولى لانتخابات مجلس النواب المصري (الغرفة الأولى للبرلمان) في مؤتمر صحفي؛ وقد استهل المؤتمر بإعلان نسبة المشاركة في المرحلة الأولى لانتخابات مجلس النواب، وهي مُوضَّحة بالشكل البياني أعلاه:
وأكدت الهيئة الوطنية للانتخابات خلال المؤتمر الصحفي عن بدء فترة الصمت الانتخابي لمُرشحي المرحلة الثانية من انتخابات مجلس النواب،  كما تم إعلان أسماء الفائزين في الجولة الأولى من المرحلة الأولى من انتخابات مجلس النواب (الغرفة الأولى للبرلمان المصري) وهي موضَّحة بالرسم البياني أعلاه:

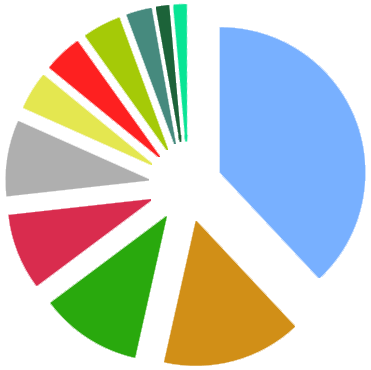
عدد مقاعد المرأة والأحزاب السياسية اللاتي تنتمين لها في المرحلة الأولى لانتخابات مجلس النواب (الغرفة الأولى للبرلمان) في مصر 2020
حزب مستقبل وطن: 27 مقعد
حزب الشعب الجمهوري: 11 مقعد
حزب الوفد الجديد: 8 مقعد
حزب حماة الوطن: 6 مقعد
المُستقلات: 6 مقعد
حزب المؤتمر: 3 مقعد
الحزب المصري الديمقراطي الاجتماعي: 3 مقعد
حزب الإصلاح والتنمية: 3 مقعد
حزب مصر الحديثة: 2 مقعد
حزب العدل: 1 مقعد
حزب الحرية المصري: 1 مقعد

##### تمثيل المرأة في نتيجة المرحلة الأولى
أصدر المركز المصري لحقوق المرأة تقريراً صحفياً؛ تناول فيه نتائج الجولة الأولى من المرحلة الأولى لانتخابات مجلس النواب المصري (الغرفة الأولى للبرلمان) فيما يخص المرأة المصرية.. وقد أورد التقرير حصرًا عدديًا للنساء اللواتي انتُخِبن لعضوية مجلس النواب المصري وعددهن 72 نائبة مصرية من إجمالي 174 عضو مجلس نواب مُنتخَبين في المرحلة الأولى بنسبة مئوية قدرها (41.4%)؛ منهن نائبة واحدة انتُخِبت بنظام الفردي وهي نشوى الديب (مستقلة) بمحافظة الجيزة (دائرة إمبابة الانتخابية) بالإضافة إلى انتخاب 71 نائبة مصرية بنظام القائمة المُغلقة المُطلقة ضمن «القائمة الوطنية من أجل مصر»، وكانت انتماءاتهنَّ الحزبية كما هو موضح بالرسم البياني المُقابل:

##### الأحزاب الفائزة في النظام الفردي
فاز حزب مستقبل وطن بأغلبية المقاعد المخصصة للنظام الفردي في المرحلة الأولى لانتخابات مجلس النواب المصري (الغرفة الأولى للبرلمان) وعددها 25 مقعداً، وحصد المستقلون 3 مقاعد، وحزب الشعب الجمهوري حقق فوزاً بـ 4 مقاعد؛ وجميعهم حصلوا على الأغلبية المُطلقة للأصوات الصحيحة (التي أُعطيت في الانتخاب بالدائرة الانتخابية) والتي يُمكن التعبير عنها حسابيًا بالمعادلة (50% + 1)

##### الأحزاب الفائزة في نظام القائمة المُغلقة
فاز حزب مستقبل وطن بأغلبية المقاعد المُخصصة لنظام القائمة المُغلقة في المرحلة الأولى لانتخابات مجلس النواب المصري (الغرفة الأولى للبرلمان) وعددها 73 مقعداً، وحصد حزب الشعب الجمهوري 15 مقعداً، بينما فاز حزب الوفد بـ 11 مقعداً، كما حصد المستقلون 11 مقعداً، وحزب حُماة الوطن حقق فوزاً بـ 10 مقاعد، ثم حصص أقل لصالح باقي الأحزاب السياسية المنضوية أسفل «القائمة الوطنية من أجل مصر» وهي: حزب الإصلاح والتنمية 5 مقاعد، حزب المؤتمر 4 مقاعد، الحزب المصري الديمقراطي الاجتماعي 4 مقاعد، حزب مصر الحديثة 4 مقاعد، حزب الحرية المصري 3 مقاعد، حزب التجمُّع 1 مقعد وحزب العدل مقعد واحد أيضاً.

#### جولة الإعادة
في يوم الإثنين الموافق 30 نوفمبر 2020، أُعلِنت نتيجة جولة الإعادة من المرحلة الأولى لانتخابات مجلس النواب المصري (الغرفة الأولى للبرلمان)؛ حيث اكتفت الهيئة الوطنية للانتخابات برئاسة لاشين إبراهيم، نائب رئيس محكمة النقض، بإرسال تقرير مكتوب على مجموعة محادثة جماعية، بواسطة تطبيق واتساب؛ حيث تضُمُّ المجموعة أعضاء الهيئة الوطنية للانتخابات وعدد من رؤساء تحرير وسائل الإعلام المصرية والعالمية؛ وتضمن التقرير المُرسَل أسماء الفائزين في جولة الإعادة من المرحلة الأولى لانتخابات مجلس النواب (الغرفة الأولى للبرلمان المصري) التي أُجريت على المقاعد الفردية في 13 محافظة بعد حسم محافظة البحر الأحمر لمقاعدها الثلاث من الجولة الأولى: وقد فاز حزب مستقبل وطن بأغلبية المقاعد المُخصصة للنظام الفردي في جولة الإعادة أيضاً وعددها 58 مقعدًا، وحصد حزب الشعب الجمهوري 11 مقعدًا، وحصد المستقلون 27 مقعدًا، وحقق حزب حُماة الوطن فوزًا بـ 4 مقاعد، بينما حصل حزب النور على 7 مقاعد، وحزب الحرية المصري مقعدَين، وفاز حزب الوفد بمقعدٍ واحد.

#### مُلخص نتيجة المرحلة الأولى كاملة
| اسم الحزب | اسم الحزب                       | نتيجة المرحلة الأولى | نتيجة المرحلة الأولى | إجمالي عدد المقاعد |
| اسم الحزب | اسم الحزب                       | بنظام الفردي         | بنظام القائمة        | إجمالي عدد المقاعد |
| --------- | ------------------------------- | -------------------- | -------------------- | ------------------ |
|           | حزب مستقبل وطن                  | 83                   | 73                   | 156 / 316          |
|           | المستقلون                       | 30                   | 11                   | 41 / 96            |
|           | حزب الشعب الجمهوري              | 15                   | 15                   | 30 / 50            |
|           | حزب الوفد                       | 1                    | 11                   | 12 / 26            |
|           | حزب حُماة الوطن                  | 4                    | 10                   | 14 / 23            |
|           | حزب مصر الحديثة                 | 0                    | 4                    | 4 / 11             |
|           | حزب الإصلاح والتنمية            | 0                    | 5                    | 5 / 9              |
|           | حزب المصري الديمقراطي الاجتماعي | 0                    | 4                    | 4 / 7              |
|           | حزب الحرية المصري               | 2                    | 3                    | 5 / 7              |
|           | حزب المؤتمر                     | 0                    | 4                    | 4 / 7              |
|           | حزب النور                       | 7                    | 0                    | 7 / 7              |
|           | حزب التجمُّع                      | 0                    | 1                    | 1 / 6              |
|           | حزب العدل                       | 0                    | 1                    | 1 / 2              |
|           | حزب إرادة جيل                   | 0                    | 0                    | 0 / 1              |
|           | الإجمالي                        | 142                  | 142                  | 284                |

### المرحلة الثانية

#### الجولة الأولى
في 15 نوفمبر 2020، أعلنت الهيئة الوطنية للانتخابات برئاسة لاشين إبراهيم، نائب رئيس محكمة النقض، نتائج الجولة الأولى من المرحلة الثانية لانتخابات مجلس النواب المصري (الغرفة الأولى للبرلمان) في مؤتمر صحفي؛ وأشار رئيس الهيئة إلى ارتفاع نسبة المشاركة في المرحلة الثانية لانتخابات مجلس النواب مُقارنة بالمرحلة الأولى، وهي مُوضَّحة بالشكل البياني أعلاه:
وأكدت الهيئة الوطنية للانتخابات خلال المؤتمر الصحفي أن القانون وضع من الإجراءات ما يضمن نزاهة الانتخابات بداية من الإشراف القضائي ومرورًا بالفرز ومتابعة منظمات المجتمع المدني، كما تم إعلان أسماء الفائزين في الجولة الأولى من المرحلة الثانية من انتخابات مجلس النواب (الغرفة الأولى للبرلمان المصري) وهي موضَّحة بالرسم البياني أعلاه:

##### تمثيل المرأة في نتيجة المرحلة الثانية

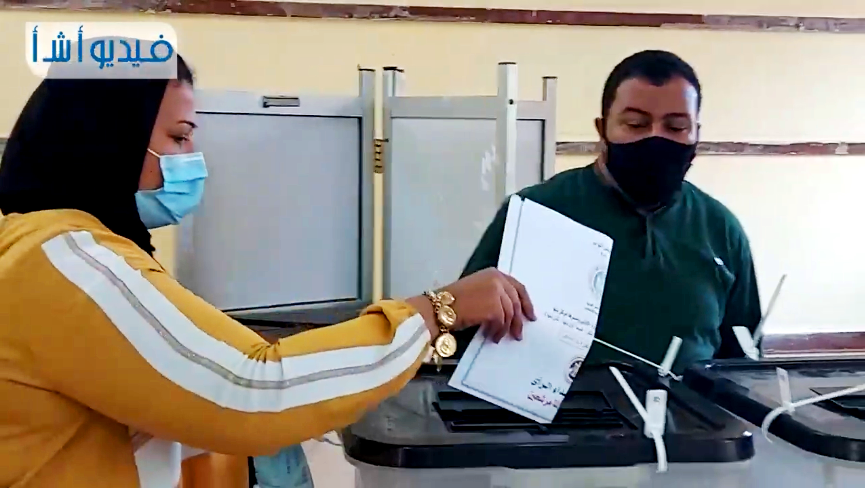
سيدة مصرية تُدلي بصوتها؛ في انتخابات أعضاء مجلس النواب المصري لعام 2020

أسفرت نتائج الجولة الأولى من المرحلة الثانية لانتخابات مجلس النواب المصري (الغرفة الأولى للبرلمان) فيما يخص المرأة المصرية.. عن عدم فوز أية مرشحة بمقعد بمجلس النواب من إجمالي 41 عضو مجلس نواب مُنتخَبين في المرحلة الثانية بنظام الانتخاب الفردي، في حين تخوض 5 سيدات فقط جولة الإعادة منهن 4 سيدات في محافظة الشرقية وسيدة واحدة في محافظة القاهرة؛ جدير بالذكر أنه قد شهدت محافظة الدقهلية خسارة 40 سيدة على المقاعد الفردية فيما خرجت 7 مُرشَّحات في محافظة بورسعيد من السباق بعد خسارتهن كما فشلت 10 مُرشَّحات في محافظة دمياط في الحصول على مقعد فردي بالانتخابات. وفشلت 10 سيدات ترشَّحن فردياً في محافظة كفر الشيخ، ولم تُحقق المرأة أي انتصار في محافظة القليوبية رغم ترشُّح 21 سيدة على النظام الفردي، إلا أنهن خسرن جميعاً المعركة الانتخابية. تجدُر الإشارة إلى أن 3 سيدات قد نجحن في الفوز بمقاعدهن في مجلس النواب، وذلك خلال جولة الإعادة من المرحلة الثانية للانتخابات في محافظة الشرقية بنظام الانتخاب الفردي؛ حيث تنتمي سيّدتان منهن إلى حزب مستقبل وطن وسيدة واحدة مستقلة.
على مستوى نظام الانتخاب بالقائمة المُغلقة المُطلقة؛ فقد فازت 71 سيدة ضمن «القائمة الوطنية من أجل مصر» من إجمالي 142 عضو مجلس نواب مُنتخَبين بنظام القائمة المُطلقة في المرحلة الثانية بنسبة مئوية قدرها (50%).

##### الأحزاب الفائزة في النظام الفردي
فاز حزب مستقبل وطن بأغلبية المقاعد المخصصة للنظام الفردي في المرحلة الثانية لانتخابات مجلس النواب المصري (الغرفة الأولى للبرلمان) وعددها 34 مقعداً، يليه المستقلون الذين حصدوا 4 مقاعد، ثم حزب الشعب الجمهوري الذي حقق فوزاً بـ 2 مقعد، وفاز حزب الوفد بمقعد واحد؛ وجميعهم حصلوا على الأغلبية المُطلقة للأصوات الصحيحة (التي أُعطيت في الانتخاب بالدائرة الانتخابية) والتي يُمكن التعبير عنها حسابيًا بالمعادلة (50% + 1)

##### الأحزاب الفائزة في نظام القائمة المُغلقة
فاز حزب مستقبل وطن بأغلبية المقاعد المُخصصة لنظام القائمة المُغلقة في المرحلة الثانية لانتخابات مجلس النواب المصري (الغرفة الأولى للبرلمان) وعددها 72 مقعداً، وحصد المستقلون 14 مقعداً، وحزب الشعب الجمهوري الذي حقق فوزاً بـ 13 مقعداً، بينما فاز حزب الوفد بـ 10 مقعداً، وحزب حُماة الوطن فاز بـ 9 مقاعد، وحزب مصر الحديثة 6 مقاعد، ثم حصص أقل لصالح باقي الأحزاب السياسية المنضوية أسفل «القائمة الوطنية من أجل مصر».

#### جولة الإعادة
في يوم الإثنين الموافق 14 ديسمبر 2020، أُعلِنت نتيجة جولة الإعادة من المرحلة الثانية لانتخابات مجلس النواب المصري (الغرفة الأولى للبرلمان)؛ وقد قامت الهيئة الوطنية للانتخابات برئاسة لاشين إبراهيم، نائب رئيس محكمة النقض، بإرسال تقرير مكتوب عبر تطبيق واتساب؛ وشمل التقرير المُرسَل إعلان أسماء الفائزين في جولة الإعادة من المرحلة الثانية لانتخابات مجلس النواب (الغرفة الأولى للبرلمان المصري) التي أُجريت على المقاعد الفردية في 13 محافظة، تجدُر الإشارة إلى أن الهيئة الوطنية للانتخابات لم تُعلن نسبة التصويت في تلك الجولة من الانتخابات لعام 2020 في مصر.

#### مُلخص نتيجة المرحلة الثانية كاملة
| الجدول التالي يُلخص النتيجة الكاملة للمرحلة الثانية من انتخابات مجلس النواب المصري لعام 2020 |                                 |                       |                       |                    |
| اسم الحزب                                                                                   | اسم الحزب                       | نتيجة المرحلة الثانية | نتيجة المرحلة الثانية | إجمالي عدد المقاعد |
| اسم الحزب                                                                                   | اسم الحزب                       | بنظام الفردي          | بنظام القائمة         | إجمالي عدد المقاعد |
|                                                                                             | حزب مستقبل وطن                  | 88                    | 72                    | 160 / 316          |
|                                                                                             | المستقلون                       | 41                    | 14                    | 55 / 96            |
|                                                                                             | حزب الشعب الجمهوري              | 7                     | 13                    | 20 / 50            |
|                                                                                             | حزب الوفد                       | 4                     | 10                    | 14 / 26            |
|                                                                                             | حزب حُماة الوطن                  | 0                     | 9                     | 9 / 23             |
|                                                                                             | حزب مصر الحديثة                 | 1                     | 6                     | 7 / 11             |
|                                                                                             | حزب الإصلاح والتنمية            | 0                     | 4                     | 4 / 9              |
|                                                                                             | حزب المصري الديمقراطي الاجتماعي | 0                     | 3                     | 3 / 7              |
|                                                                                             | حزب الحرية المصري               | 0                     | 2                     | 2 / 7              |
|                                                                                             | حزب المؤتمر                     | 0                     | 3                     | 3 / 7              |
|                                                                                             | حزب النور                       | 0                     | 0                     | 0 / 7              |
|                                                                                             | حزب التجمُّع                      | 1                     | 4                     | 5 / 6              |
|                                                                                             | حزب العدل                       | 0                     | 1                     | 1 / 2              |
|                                                                                             | حزب إرادة جيل                   | 0                     | 1                     | 1 / 1              |
|                                                                                             | الإجمالي                        | 142                   | 142                   | 284                |

### النتائج النهائية
يُوضح الجدول التالي إحصائيات الانتخابات البرلمانية 2020 النهائية، ومُقارنتها بنتائج انتخابات مصر البرلمانية لعام 2015:
|           |                                 |                                       |                                       |                                    |                    |                                       |                                       |                                    |                    |              |  |
| اسم الحزب | اسم الحزب                       | انتخابات مجلس النواب المصري لعام 2015 | انتخابات مجلس النواب المصري لعام 2015 | إجمالي عدد مقاعد أعضاء مجلس النواب | النسبة المئوية (%) | انتخابات مجلس النواب المصري لعام 2020 | انتخابات مجلس النواب المصري لعام 2020 | إجمالي عدد مقاعد أعضاء مجلس النواب | النسبة المئوية (%) | تغيُّر المقاعد |  |
| اسم الحزب | اسم الحزب                       | بنظام الفردي                          | بنظام القائمة                         | إجمالي عدد مقاعد أعضاء مجلس النواب | النسبة المئوية (%) | بنظام الفردي                          | بنظام القائمة                         | إجمالي عدد مقاعد أعضاء مجلس النواب | النسبة المئوية (%) | تغيُّر المقاعد |  |
|           | حزب مستقبل وطن                  | 41                                    | 10                                    | 51 / 596                           | %8.6               | 171                                   | 145                                   | 316 / 596                          | %53                | ▲263         |  |
|           | المستقلون                       | 242                                   | 75                                    | 317 / 596                          | %53.2              | 71                                    | 25                                    | 96 / 596                           | %16.1              | ▼221         |  |
|           | حزب الشعب الجمهوري              | 13                                    | ــــ                                  | 13 / 596                           | %2.2               | 22                                    | 28                                    | 50 / 596                           | %8.4               | ▲37          |  |
|           | حزب الوفد                       | 26                                    | 7                                     | 33 / 596                           | %5.5               | 5                                     | 21                                    | 26 / 596                           | %4.4               | ▼10          |  |
|           | حزب حُماة الوطن                  | 9                                     | 8                                     | 17 / 596                           | %2.9               | 4                                     | 19                                    | 23 / 596                           | %3.9               | ▲5           |  |
|           | حزب مصر الحديثة                 | 3                                     | 1                                     | 4 / 596                            | %0.8               | 1                                     | 10                                    | 11 / 596                           | %1.8               | ▲8           |  |
|           | حزب الإصلاح والتنمية            | 1                                     | 2                                     | 3 / 596                            | %0.5               | ــــ                                  | 9                                     | 9 / 596                            | %1.5               | ▲5           |  |
|           | حزب المصري الديمقراطي الاجتماعي | 4                                     | ــــ                                  | 4 / 596                            | %0.67              | ــــ                                  | 7                                     | 7 / 596                            | %1.2               | ▲3           |  |
|           | حزب الحرية المصري               | 3                                     | ــــ                                  | 3 / 596                            | %0.5               | 2                                     | 5                                     | 7 / 596                            | %1.2               | ▲4           |  |
|           | حزب المؤتمر                     | 8                                     | 4                                     | 12 / 596                           | %2                 | ــــ                                  | 7                                     | 7 / 596                            | %1.2               | ▼5           |  |
|           | حزب النور                       | 11                                    | ــــ                                  | 11 / 596                           | %1.8               | 7                                     | ــــ                                  | 7 / 596                            | %1.2               | ▼4           |  |
|           | حزب التجمُّع                      | 1                                     | ــــ                                  | 1 / 596                            | %0.2               | 1                                     | 5                                     | 6 / 596                            | %1                 | ▲5           |  |
|           | حزب العدل                       | ــــ                                  | ــــ                                  | 0 / 596                            | %0                 | ــــ                                  | 2                                     | 2 / 596                            | %0.3               | ▲2           |  |
|           | حزب إرادة جيل                   | ــــ                                  | ــــ                                  | 0 / 596                            | %0                 | ــــ                                  | 1                                     | 1 / 596                            | %0.2               | ▲1           |  |

|  |  |

## المُعيَّنون
في يوم الجمعة الموافق 8 يناير 2021 نشرت الجريدة الرسمية في مصر قرار عبد الفتاح السيسي، رئيس الجمهورية المصري، بتعيين (28) عضوًا بمجلس النواب المصري لتكتمل بذلك التركيبة النهائية للغرفة الرئيسية للبرلمان في مصر (596 مقعدًا)؛ وذلك تطبيقًا لقانون مجلس النواب المصري لعام 2014 الذي منح رئيس الجمهورية حق تعيين نسبة قدرها 5% من أعضاء مجلس النواب المصري، على أن يكون نصف أعضاء مجلس النواب المُعينين -على الأقل- من النساء، وأن تتوافر فيمن يتم تعيينهم ذات الشروط اللازمة للترشُّح لعضوية مجلس النواب المصري، واشترط القانون ألا يُعيَّن أحد المرشحين الخاسرين بانتخابات مجلس النواب المصري لذات الفصل التشريعي، وكذلك ألا يُعين رئيس الجمهورية أحد أعضاء الحزب السياسي الذي كان عضوًا به قبل توليه المهام كرئيس للبلاد.
ويكون لعضو مجلس النواب المُعيَّن ذات الحقوق وعليه ذات الواجبات -وفقًا لقانون مجلس النواب المصري- المقررة للعضو المُنتخَب الذي فاز بعضوية المجلس في الانتخابات البرلمانية. تجدُر الإشارة إلى أن قانون مجلس النواب في مصر أوصى بأن تكون اختيارات الرئيس لأعضاء المجلس المُعيَّنين، مُمثلة للخبراء وأصحاب الإنجازات العلمية والعملية (الثقافية منها والقانونية والاقتصادية والفنية والإعلامية والرياضية وغيرها)؛ وذلك في ضوء ترشيحات من المجالس القومية في مصر والمجلس الأعلى للجامعات ومراكز البحوث العلمية وكذا النقابات المهنية والعُمَّالية وفقًا لأحكام المادتين (243، 244) من الدستور المصري.
| الرقم | اسم عضو مجلس النواب           | ملاحظات |
| ----- | ----------------------------- | --- |
| 1     | إبراهيم محمد إبراهيم الهنيدي  | قاض ووزير لشئون المجالس النيابية والعدالة الانتقالية في حكومة إبراهيم محلب، كما شغل منصب رئيس لجنة شئون الأحزاب                                                            |
| 2     | داليا السيد محمد السعدني      | مهندسة معمارية، تخرجت من كلية الهندسة في جامعة الإسكندرية واستكملت دراستها في إيطاليا، ورئيسة المؤسسة الدولية للتصميم في إيطاليا                                           |
| 3     | سحر عبد المنعم محمد عطية      | أستاذ العمارة والتصميم العمراني في جامعة القاهرة |
| 4     | علي جمعة محمد عبد الوهاب      | عضو هيئة كبار العلماء بالأزهر الشريف، رئيس مجلس أمناء مؤسسة مصر الخير ومُفتي الديار المصرية الأسبق                                                                          |
| 5     | هدى عبد الستار عبد العزيز     | عضو تنسيقية شباب الأحزاب، ومنسقة لمشروعات صندوق تحيا مصر في الإسكندرية والبحيرة، ومستشارة علاقات أسرية وتربية خاصة                                                         |
| 6     | حسام السيد المتولي غالي       | لاعب كرة قدم سابق، في النادي الأهلي المصري ومنتخب مصر لكرة القدم |
| 7     | فخري الدين على الفقي          | أستاذ الاقتصاد ومستشار صندوق النقد الدولي الأسبق |
| 8     | درية عبد الحق شرف الدين       | إعلامية وناقدة سينمائية وكاتبة، ووزيرة الإعلام في عهد عدلي منصور، رئيس مصر السابق (رئيس مؤقت)                                                                              |
| 9     | عماد خليل كامل خليل           | صحفي وعضو اللجنة التنسيقية لشباب الأحزاب والسياسيين في مصر |
| 10    | حازم محمد يحيى إمام           | لاعب كرة قدم سابق، في نادي الزمالك ومنتخب مصر، وعضو الاتحاد المصري لكرة القدم وعضو مجلس إدارة نادي الزمالك سابقًا                                                           |
| 11    | دينا عبد الكريم صادق مكسيموس  | إعلامية ومُذيعة ومُقدِّمة برامج في الهيئة الوطنية للإعلام |
| 12    | إيمان محمد طلعت العجوز        | مهندسة بترول، أمين عام نقابة بتروجيت، ورئيس لجنة الإعلام بنقابة المهندسين في القاهرة                                                                                       |
| 13    | جمال حلمي محمد السعيد         | رئيس جامعة بنها، وهو نجل حلمي السعيد وزير الكهرباء والسد العالي بوزارة محمود فوزي عام 1970، وشقيق هالة السعيد وزيرة التخطيط في عهد عبد الفتاح السيسي رئيس الجمهورية في مصر |
| 14    | محمد عمر عمر الزير            | مدير فني سابق لفريق الاتحاد السكندري، ووالد الشهيد المقدم شريف محمد عمر من الجيش المصري                                                                                    |
| 15    | آية محمود عبد الله مدني       | عضو تنسيقية شباب الأحزاب، لاعبة الخماسي الحديث، ومعيدة في الأكاديمية العربية للعلوم والتكنولوجيا والنقل البحري                                                             |
| 16    | فرحة عبد العزيز مأمون الشناوي | أستاذ الباثولوجيا الإكلينيكية بكلية الطب في جامعة المنصورة |
| 17    | ندى ألفي ثابت بسالي           | رئيسة مؤسسة الأمل للتنمية وتأهيل ذوي الاحتياجات الخاصة اجتماعيًا |
| 18    | كريم بدر حلمي رزق الله        | عضو مجلس نقابة الصيادلة العامة في مصر |
| 19    | منصف نجيب سليمان              | مستشار قانوني لكاتدرائية القديس مرقس القبطية الأرثوذكسية بالعباسية |
| 20    | محمد محمد زكي الوحش           | مستشار طبي وعلمي في صندوق تحيا مصر، ورئيس مجلس أمناء القاهرة الجديدة |
| 21    | نيفين حمدي بدوي الطاهري       | سيدة أعمال، وعضو مجلس إدارة صندوق مصر السيادي |
| 22    | عادل عبد الفضيل أحمد عياد     | رئيس نقابة العاملين بالمالية والضرائب والجمارك، ونائب رئيس الاتحاد العام لنقابات عمال مصر                                                                                  |
| 23    | محمد سعد عوض الله             | |
| 24    | دينا أحمد إسماعيل علي         | سيدة أعمال، ونائبة رئيس مجلس إدارة بإحدى شركات نظم التعليم، وعضو مجلس إدارة إحدى شركات الخدمات التعليمية                                                                   |
| 25    | جيهان محمد إبراهيم زكي        | مديرة الأكاديمية المصرية للفنون، وأستاذ علوم المصريات بالمركز القومى للبحوث العلمية بجامعة السوربون الفرنسية                                                               |
| 26    | منال هلال أيوب جرجس           | أستاذ مساعد ورئيسة قسم النحت والتشكيل المعماري والترميم في كلية الفنون التطبيقية (جامعة حلوان)                                                                             |
| 27    | عبلة أحمد على الألفي          | أستاذ طب الأطفال، ومستشارة دولية للرضاعة الطبيعية |
| 28    | سالم سليمان سالم مراحيل       | أحد كبار مشايخ شمال سيناء |

## معرض صور من الانتخابات البرلمانية المصرية 2020

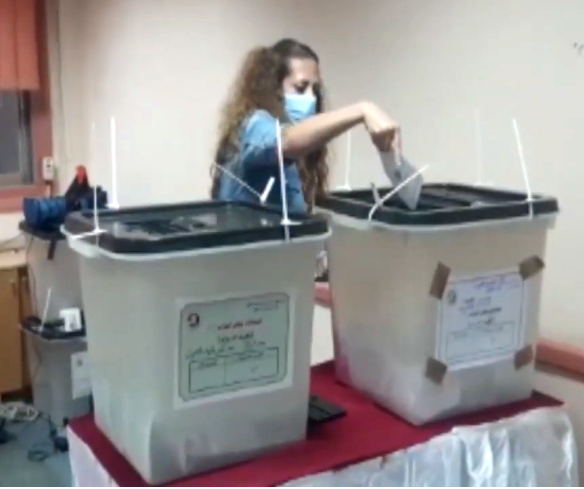
ناخبة مصرية شابة داخل إحدى اللجان الانتخابية.
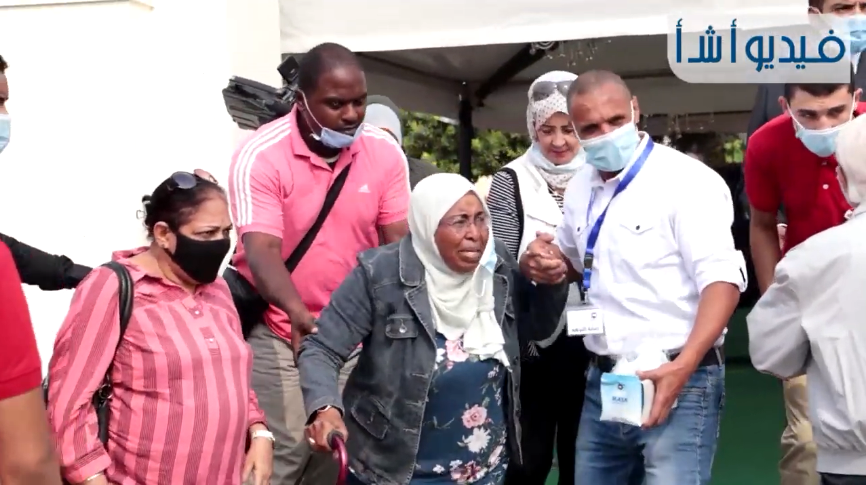
ناخبون مصريون أمام إحدى اللجان الانتخابية.
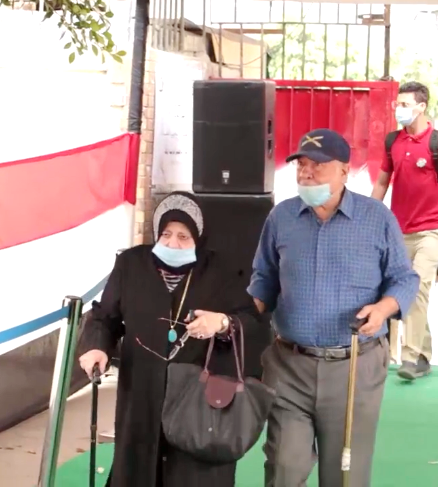
زوجان مصريان من كبار السن داخل إحدى اللجان الانتخابية.
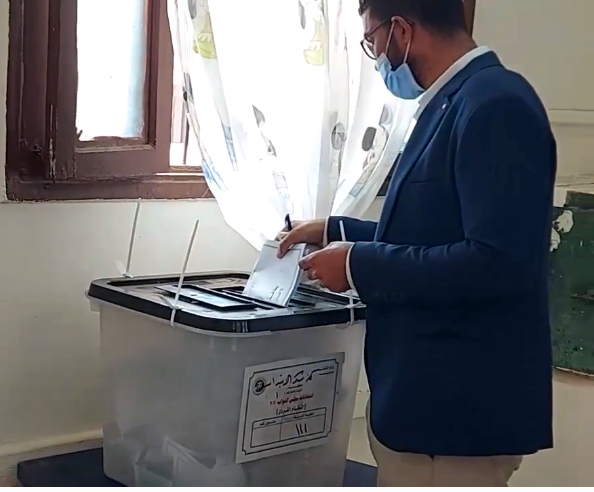
ناخب مصري شاب داخل إحدى اللجان الانتخابية.
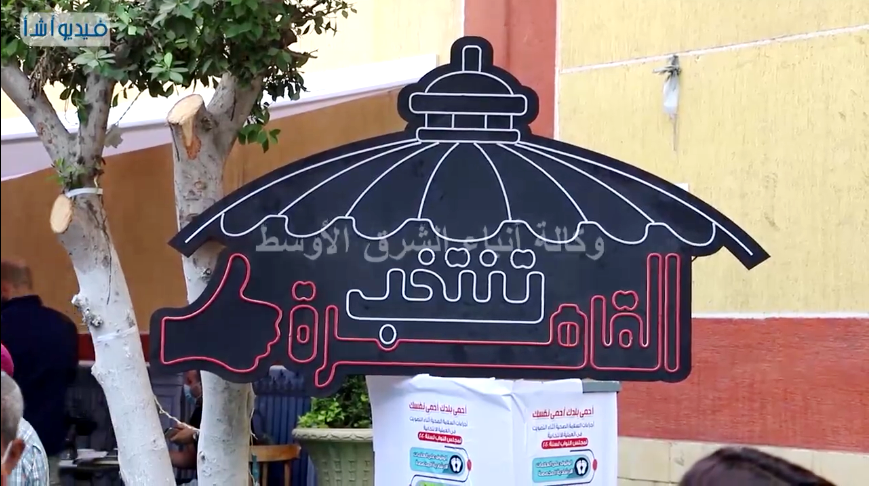
صورة من إحدى اللجان الانتخابية في القاهرة
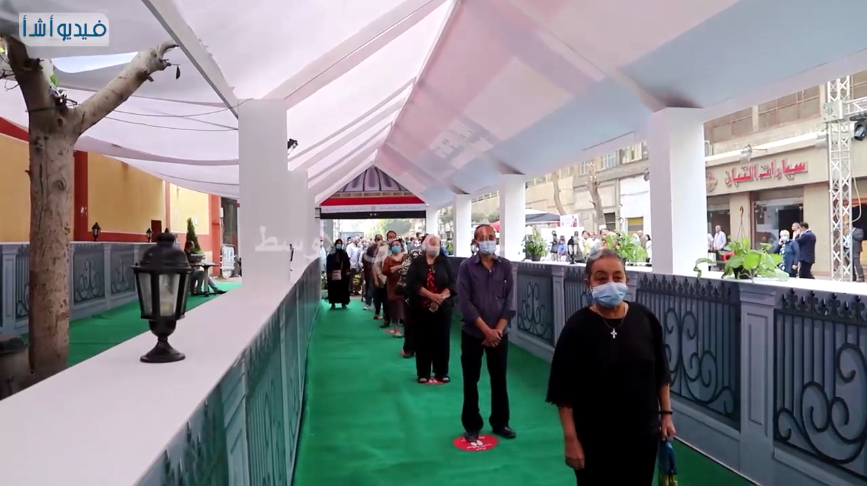
ناخبون مصريون مصطفون تبعًا لإجراءات التباعُد الاجتماعي أمام إحدى اللجان الانتخابية.
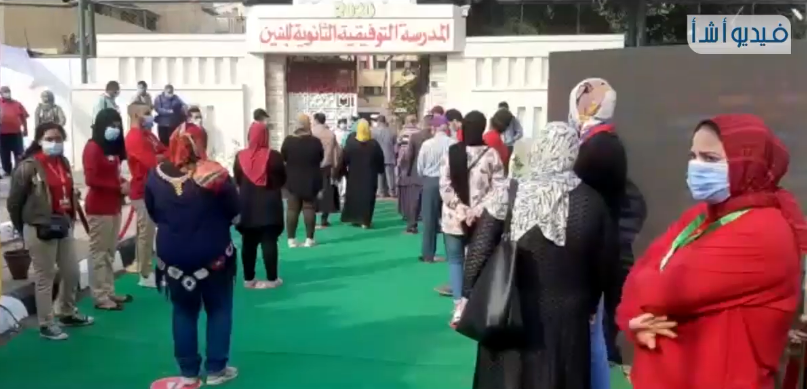
ناخبات مصريات قد اصطففن تبعًا لإجراءات التباعُد الاجتماعي أمام إحدى اللجان الانتخابية.
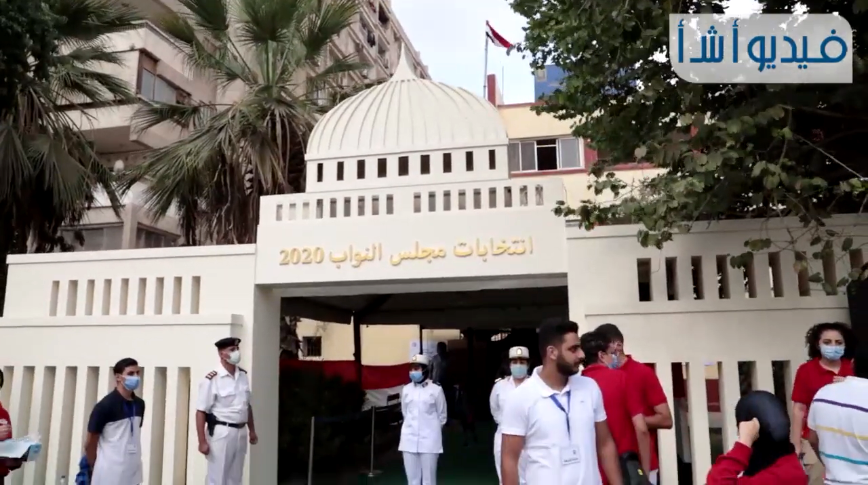
من أمام إحدى اللجان الانتخابية في القاهرة.
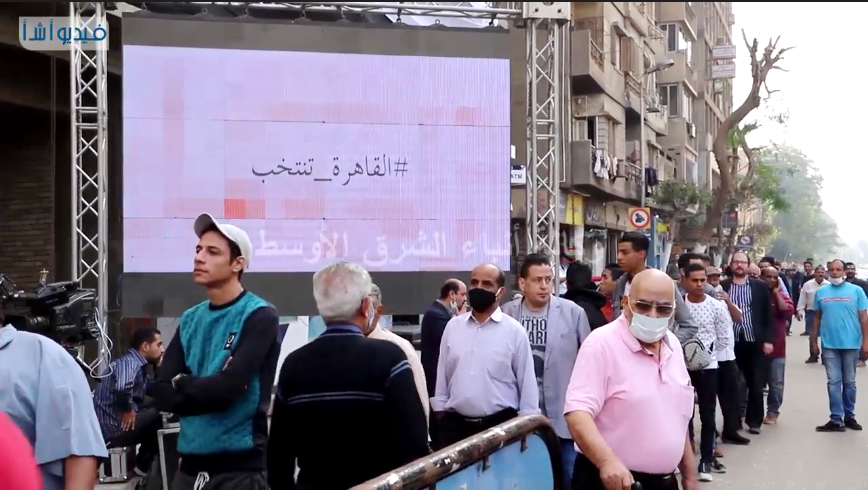
ناخبون مصريون مصطفون تبعًا لإجراءات التباعُد الاجتماعي أمام إحدى اللجان الانتخابية.
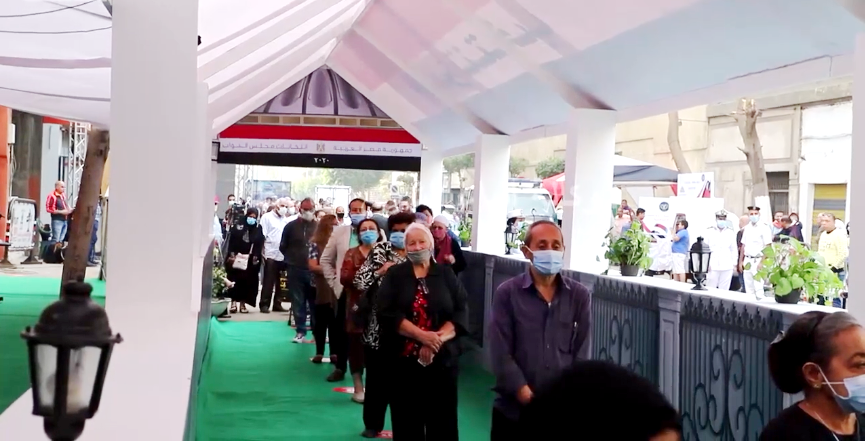
ناخبون مصريون مصطفون تبعًا لإجراءات التباعُد الاجتماعي أمام إحدى اللجان الانتخابية.
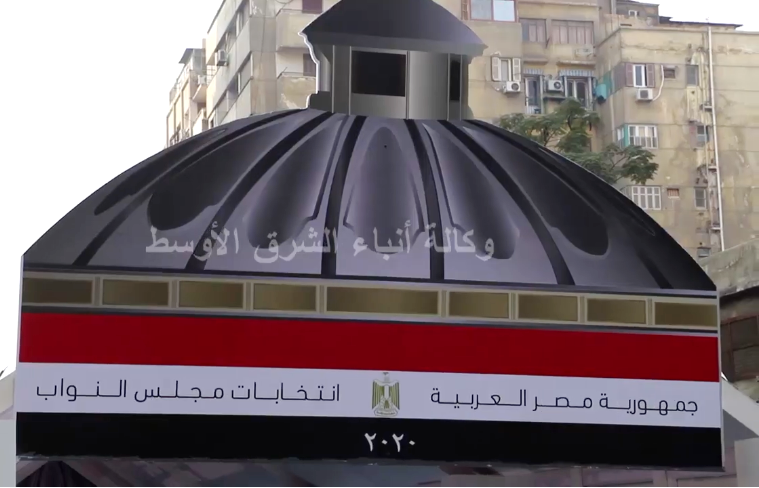
مدخل إحدى اللجان الانتخابية في القاهرة.
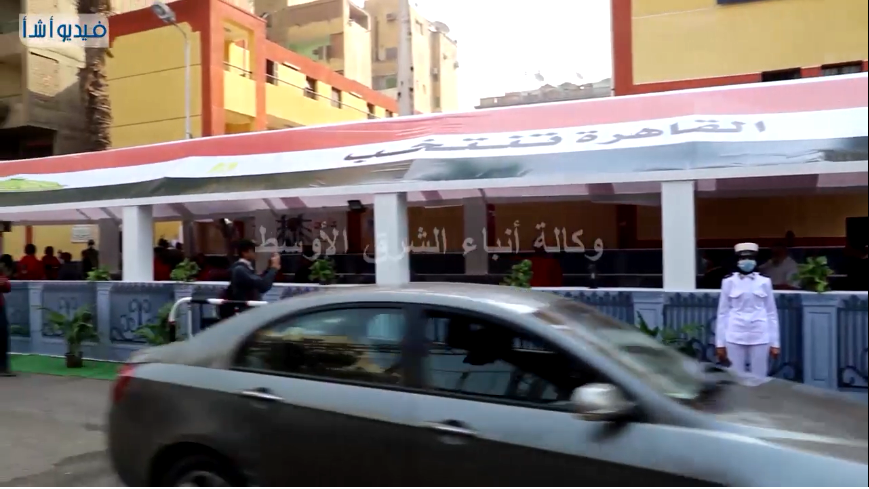
من أمام إحدى اللجان الانتخابية في القاهرة.
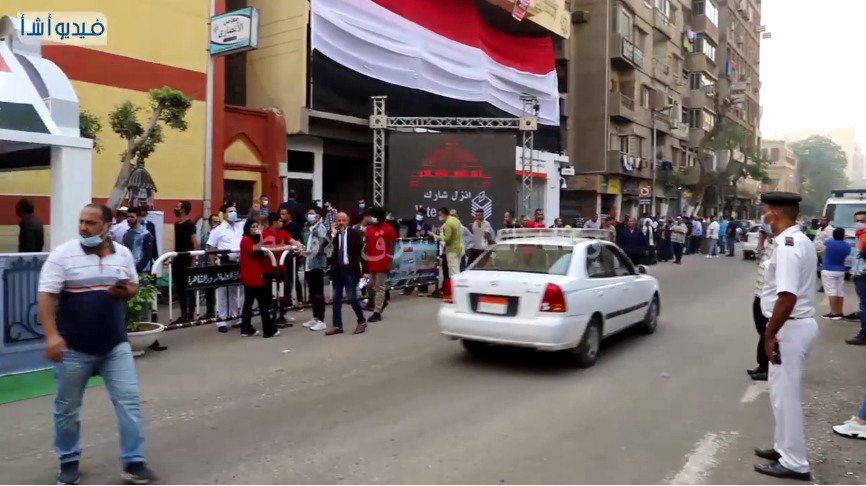
ناخبون مصريون مصطافون تبعًا لإجراءات التباعُد الاجتماعي أمام إحدى اللجان الانتخابية.
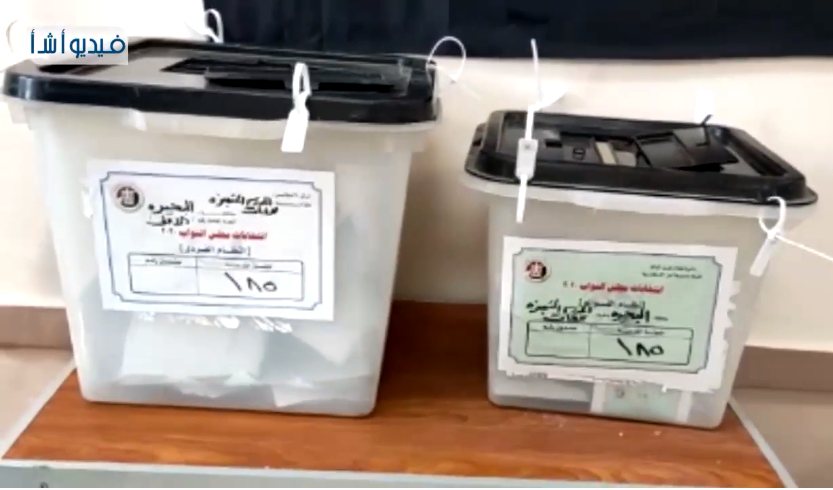
صورة لصناديق الاقتراع من داخل إحدى اللجان الانتخابية.
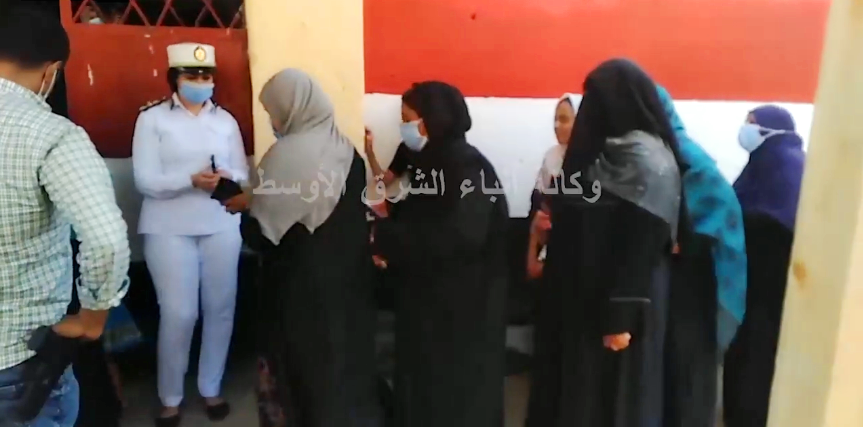
من أمام إحدى اللجان الانتخابية في مدينة أسوان.
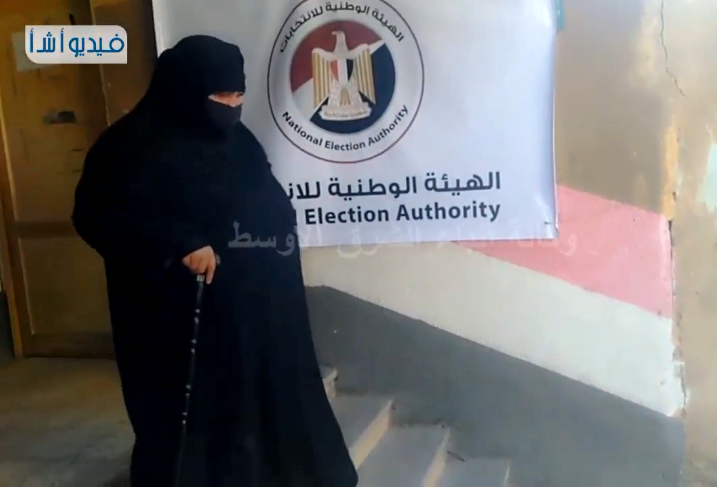
سيدة مصرية أثناء خروجها من إحدى اللجان الانتخابية.
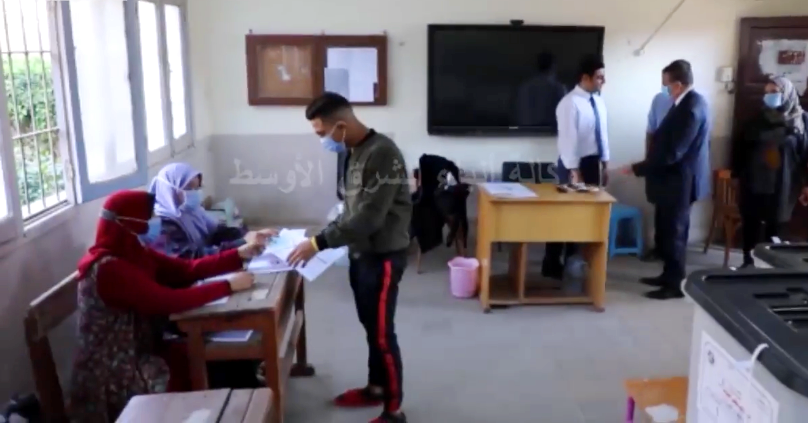
ناخب مصري شاب داخل إحدى اللجان الانتخابية.
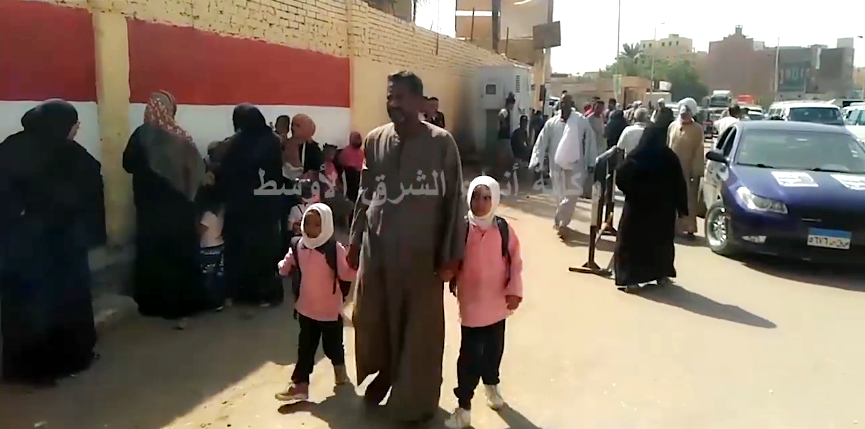
من أمام إحدى اللجان الانتخابية في مدينة أسوان.
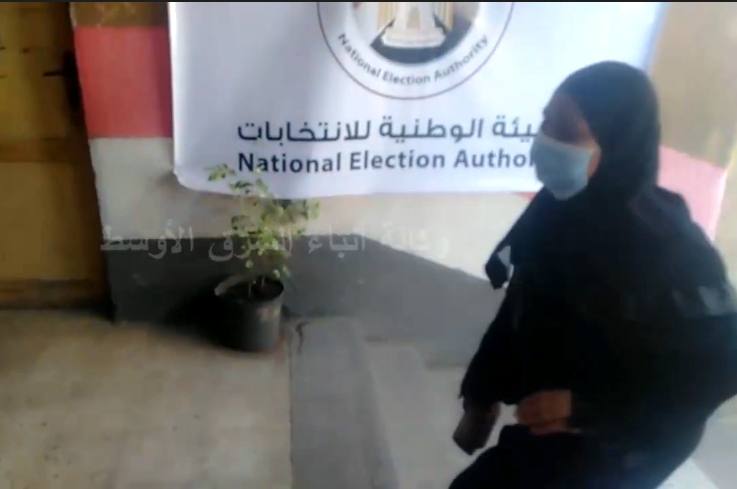
سيدة مصرية أثناء دخولها لإحدى اللجان الانتخابية.
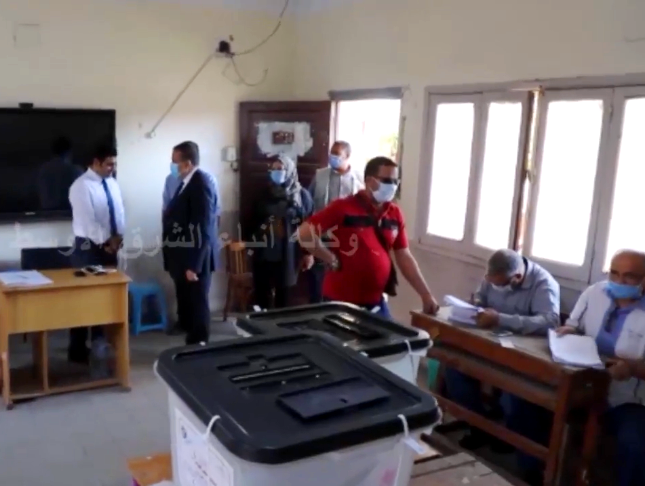
ناخب مصري داخل إحدى اللجان الانتخابية.